# Dittoceras stellaris
Dittoceras stellaris là một loài thực vật có hoa trong họ La bố ma. Loài này được (Ridl.) Bullock mô tả khoa học đầu tiên năm 1957.